# 水晶玉 (グリム童話)
水晶玉（すいしょうだま、Die Kristallkugel、KHM197）はグリム童話のひとつ。

## あらすじ
昔々、魔女とその息子達3人がいた。3人の兄弟達はとても仲良しだったが、魔女は自分の子供達を可愛く思わないばかりか「私が持つ魔法の力を盗もうと狙っているんだ」と疑いの念を抱いていた。その為に一番上の息子を大鷲に、2番目の息子を大きな鯨に変えた。2人の兄の末路に末っ子の息子は恐れをなして逃げ出した。
ひたすら逃げてきた末っ子は、ある村に差し掛かると「ある城に魔法をかけられたお姫様がいて、自分を助けてくれるのを首を長くして待っている。けれどもこれまでに11人もの若者が命を落とし、12人目で失敗した場合は二度と魔法が解ける事はない。」という噂を耳にした。そこで彼はお姫様を助け出すのは自分しかないと、その城を探し回った。
長い間、城を探し続けても見つけられずにいた時、2人の巨人と出会った。巨人達は「この帽子は誰か持つべきなのかで喧嘩をしている。人間は巨人よりも賢いというから、お前に決めてもらいたい」と言った。彼が「どうして古い帽子のことで争うのか？」と尋ねると、この帽子は魔法の帽子であり、あっという間に行きたい場所へと行けるのだという。彼は「帽子を自分に預け、先で待っている自分に早く着いた方が勝ちとすればいい」と言った。
彼は帽子を被ると、お姫様のことを思いながら歩き続けた。
とうとう、心の底から溜め息をつくと「お姫様の城に居れさえすれば」と言った。
すると、高い山の上にある城の門の前にいた。城に入り、そして最後の部屋でお姫様を見つけたが、美しいお姫様は醜い老婆となっていた。城を降りた先にある泉には野牛がいて、その野牛を殺すと火の鳥が飛び出してくる。火の鳥が産み落とした炎の卵の黄身が水晶玉であり、その水晶玉を魔法使いの前にかざせば、魔力が無くなり元の姿へと戻れるという。
水晶玉を手に入れようと泉に行き、野牛と戦う。ついに野牛を倒すと、火の鳥が今にも飛び去ろうとした。
そこへ、一番上の兄である鷲が舞い降り、海の方まで追い掛け回すと、火の鳥の卵は海辺の漁師の家に落ちてしまった。漁師の家が今にも燃え上がりそうになると、二番目の兄である鯨が高い波を起こし、火を消した。
魔法使いのところへ行き、取り出した水晶玉をかざすと「私の魔法は破れた。これからはお前があの城の王だ。これでお前の兄弟の姿も元に戻ることができる」と魔法使いは言った。
急いでお姫様のところへ戻ると、そこには美しいお姫様が立っていた。2人は喜んで互いに指輪を交換した。